# Mediji na Hrvaškem
Mediji na Hrvaškem se nanašajo na množična občila s sedežem na Hrvaškem. Televizijo, revije in časopise upravljajo tako državne kot zasebne družbe, ki so odvisne od oglaševanja, naročnin in drugih prihodkov, povezanih s prodajo. Hrvaška ustava zagotavlja svobodo govora, Hrvaška pa je v poročilu o indeksu svobode tiska za leto 2016, ki so ga pripravili Reporterji brez meja, zasedla 63. mesto in v primerjavi z indeksom iz leta 2015 padla za 5 mest.
Do poznih devetdesetih let 20. stoletja je imela državna korporacija Hrvaška Radiotelevizija (HRT) monopol nad nacionalno predvajanim radijskim in televizijskim programom. Lokalne radijske in televizijske hiše so pričele nastajati že v osemdesetih letih. V letih po padcu komunizma in poznejši liberalizaciji medijskega trga je bila HRT reorganizirana, ustanovljena je bila podružnica Transmitters and Communications Ltd (OiV) pri katerem lahko korporacije v zasebni lasti pridobijo obnovljive licence za oddajanje na državni in okrajni ravni. Prvi nacionalni profitni kanal Nova TV je bil tako uveden leta 2000, RTL pa se mu je pridružil štiri leta pozneje leta 2004. Nova TV in RTL imata tuje lastnike.
V tiskanih medijih na trgu prevladujejo hrvaški Europapress Holding in avstrijska podjetja Styria Media Group, ki objavljajo svoje vodilne dnevnike Jutarnji list, Večernji list in 24sata. Druga najbolj brana nacionalna dnevnika sta Novi list in vladni časopis Vjestnik. Najbolj priljubljen aktualni tednik je Globus, skupaj s številnimi specializiranimi publikacijami, nekatere pa objavljajo vladne kulturne ustanove. Pri založništvu knjig na trgu prevladuje več večjih založb, kot so Školska knjiga, Profil, VBZ, Algoritam in Mozaik. Osrednji dogodek v založništvu knjig na Hrvaškem je sejem Interliber, ki se vsako leto odvija v Zagrebu in je odprt za javnost.
Hrvaška filmska industrija je majhna in ji vlada močno pomaga, predvsem z nepovratnimi sredstvi, ki jih je odobrilo ministrstvo za kulturo, pri čemer HRT pogosto koproducira filme. Ministrstvo sponzorira tudi filmski festival v Pulju, letne državne filmske nagrade, pa tudi vrsto specializiranih mednarodnih filmskih festivalov, kot sta Animafest in ZagrebDox, ki pogosto prikazujejo programe lokalnih filmskih ustvarjalcev.
Internet je v državi zelo razširjen, saj je leta 2012 približno 63% prebivalstva imelo dostop do interneta od doma.